# Selene Guglielmi
Pour les articles homonymes, voir Guglielmi.
Selene Guglielmi est une karatéka italienne née le 18 avril 1984 à Foggia, dans les Pouilles. Elle s'est fait connaître en remportant le titre de vice-championne du monde en kumite individuel féminin moins de 53 kilos aux championnats du monde de karaté 2006 à Tampere, en Finlande.

## Palmarès
- 2003 :  Médaille d'or en kumite individuel féminin aux championnats d'Europe de karaté 2003 à Varsovie, en Pologne[1].
- 2004 :  Médaille d'argent en kumite par équipe féminin aux championnats d'Europe de karaté 2004 à Moscou, en Russie[1].
- 2006 :  Médaille d'argent en kumite individuel féminin moins de 53 kilos aux championnats du monde de karaté 2006 à Tampere, en Finlande[2].
- 2007 :  Médaille de bronze en kumite individuel féminin aux championnats d'Europe de karaté 2007 à Bratislava, en Slovaquie[1].